# 高丸山 (美波町)
高丸山（たかまるやま）は、徳島県海部郡美波町にある山である。標高348.3m。

## 地理・概要
美波町の北河内と木岐の境界の最高峰。山頂部には美波町の町の木であるウバメガシが群生している。